# エードロ
エードロ（伊: Edolo）は、イタリア共和国ロンバルディア州ブレシア県にある、人口約4,500人の基礎自治体（コムーネ）。
ヴァルカモニカ上流部の町で、オーリオ川とオーリオ・ディ・エードロ川の合流点に位置する。ブレシアからの鉄道の終着駅であり、ティラーノ（ソンドリオ県）と道路が通じる。

## 地理

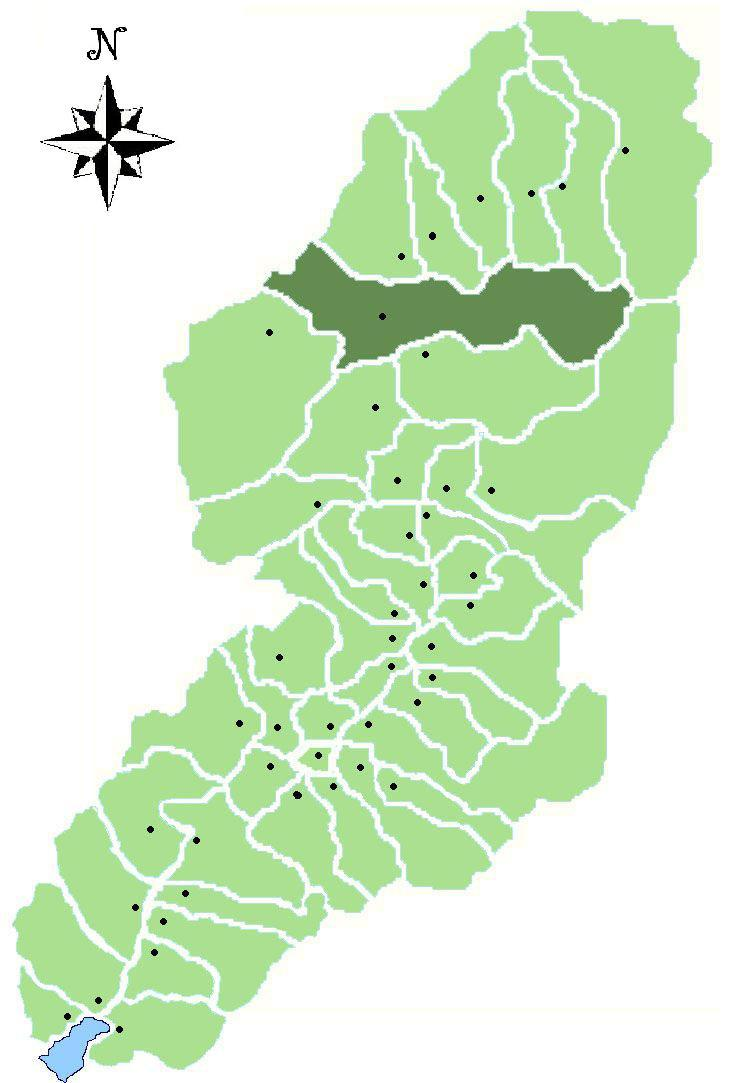
ヴァル・カモニカにおけるコムーネの領域

### 位置・広がり
ブレシア県北部、ヴァルカモニカのコムーネ。県都ブレシアから北へ72km、州都ミラノから北東へ119kmの距離にある。東西に細長い町域を持ち、北西部でソンドリオ県に接する。

#### 隣接コムーネ
隣接するコムーネは以下の通り。SOはソンドリオ県所属。
| - モンノ - 北 - インクーディネ - 北 - ヴェッツァ・ドーリオ - 北東 - ヴィオーネ - 北東 - テム - 北東 - ポンテ・ディ・レーニョ - 北東 - サヴィオーレ・デッラダメッロ - 南東 - ソーニコ - 南 - マロンノ - 南 - コルテノ・ゴルジ - 西 - セルニオ (SO) - 北西 - ローヴェロ (SO) - 北西 - トーヴォ・ディ・サンターガタ (SO) - 北西 |

### 地勢・地形
- 河川：オーリオ川、オーリオ・ディ・エードロ川

### 地震分類
イタリアの地震リスク階級 (it) では、3 に分類される
。

## 行政

### 分離集落
エードロには、以下の分離集落（フラツィオーネ）がある。
- Cortenedolo, Vico, Mu

### 山岳部共同体
広域行政組織である山岳部共同体「ヴァッレ・カモニカ山岳部共同体」 (it:Comunità montana di Valle Camonica) （事務所所在地: ブレーノ）を構成するコムーネの一つである。

## 交通

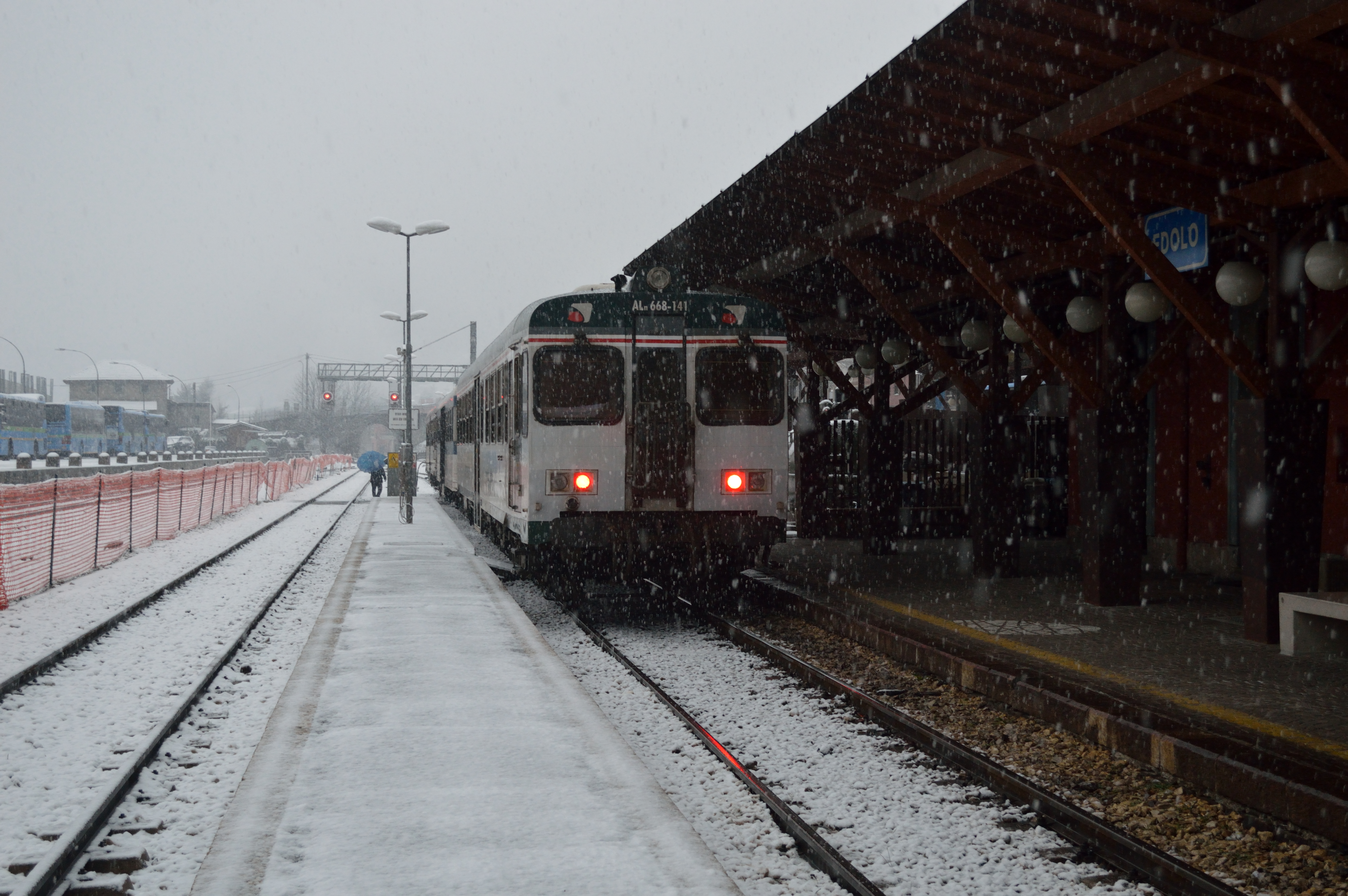
エードロ駅（2015年2月）

### 道路
- SS42  (it:Strada statale 42 del Tonale e della Mendola)

〔… - ベルガモ近郊 - ローヴェレ〕 - エードロ - 〔ポンテ・ディ・レーニョ - メッツァーナ - …〕

### 鉄道
- ブレシア＝イゼーオ＝エードロ線  (it:Ferrovia Brescia-Iseo-Edolo)

エードロ駅 (it:Stazione di Edolo) 

## 人物

### おもな出身者
- ロベルト・ピウミーニ（イタリア語版） - 作家